# Crompond
Crompond és una concentració de població designada pel cens dels Estats Units a l'estat de Nova York. Segons el cens del 2000 tenia 2.050 habitants.

## Demografia
Segons el cens del 2000, Crompond tenia 2.050 habitants, 609 habitatges, i 517 famílies. La densitat de població era de 317,9 habitants per km².
Dels 609 habitatges en un 46,6% hi vivien nens de menys de 18 anys, en un 76,4% hi vivien parelles casades, en un 6,2% dones solteres, i en un 15,1% no eren unitats familiars. En el 12,8% dels habitatges hi vivien persones soles el 4,8% de les quals corresponia a persones de 65 anys o més que vivien soles. El nombre mitjà de persones vivint en cada habitatge era de 3 i el nombre mitjà de persones que vivien en cada família era de 3,3.
Per edats la població es repartia de la següent manera: un 26,8% tenia menys de 18 anys, un 4,5% entre 18 i 24, un 25,9% entre 25 i 44, un 25,7% de 45 a 60 i un 17,1% 65 anys o més.
L'edat mediana era de 41 anys. Per cada 100 dones de 18 o més anys hi havia 82,9 homes.
La renda mediana per habitatge era de 88.408 $ i la renda mediana per família de 98.293 $. Els homes tenien una renda mediana de 58.750 $ mentre que les dones 41.842 $. La renda per capita de la població era de 31.292 $. Entorn de l'1,3% de les famílies i el 2% de la població estaven per davall del llindar de pobresa.